# The Mechanic
The Mechanic (bra: Assassino a Preço Fixo; prt: O Mecânico) é um filme estado-unidense de 1972, do gênero ação, dirigido por Michael Winner. 
The Mechanic teria uma refilmagem em 2011, com Jason Statham.

## Sinopse
Arthur Bishop é um assassino profissional, mas diferente dos outros ele não deixa vestígios. Ele trabalha para uma Organização Secreta Internacional, que tem regras muito rígidas e qualquer membro que apresente qualquer atitude pouco confiável, pode ser exterminado muita antes de comprometer a organização. Nota-se que o Sr. Bishop é um assassino incomum, dono de um comportamento refinado e mora numa bela mansão, preservando o gosto pela música clássica e por obras de arte. Sem dúvida nenhuma é um homem muito rico, graças ao sucesso de sua profissão. No entanto, devido a natureza perigosa de sua profissão, Arthur Bishop é forçado a viver em isolamento, não demonstrando suas emoções ou se dando ao luxo de confiar nas pessoas. Mediante a este estado de constante pressão e stress, Sr. Bishop é hospitalizado e a ele é prescrito um medicamento antidepressivo. Sua única companheira esporádica é uma garota, vivida por Jill Ireland, que ele a tem como amante em raros momentos. Em um de seus serviços, é atribuído a ele assassinar um antigo conhecido e um dos chefes da organização Harry McKenna(Keenan Wynn), como bom profissional cumpre seu trabalho, tentado fazer com que o Sr. McKenna pense ser uma cilada, mesmo assim o próprio Bishop finaliza a ação sufocando-o, forçando a pensarem que foi um ataque cardíaco. No funeral do Sr.McKenna, Bishop encontra o egocêntrico e extravagante filho de sua vítima, Steve McKenna(Jan-Michael Vincent). Steve aproximasse de Bishop, tentando saber seu trabalho e quem ele é, mesmo desconfiado Arthur Bishop confessa sua profissão. Mediante ao enorme interesse em ser um Assassino Profissional, Arthur Bishop passa a usa-lo como pupilo, ensinando tiro, artes marciais e truques do ofício, fazendo com que Steve McKenna participe de suas operações, mesmo sabendo que o mesmo pode ser seu algoz. Logo a organização fica sabendo do novo parceiro de Bishop e o adverte dos riscos, ainda mais em tais circunstâncias. A organização da então a Bishop uma missão urgente na Itália, em Nápoles. Quando os dois finalizam sua vítima num Iate em alto mar, logo percebem que é uma emboscada da organização. A relação de Arthur Bishop e Steve McKenna é uma cumplicidade perigosa e o próprio Bishop, sabe do perigo de ter Steve McKenna ao seu lado. Chegando no apartamento Arthur Bishop bebe uma taça de vinho envenenada por Steve e cai já sem vida. Chegando nos EUA Steve McKenna volta à mansão de Bishop, a fim de retomar seu trabalho e a vida do falecido assassino. Quando entra no Mustang Vermelho de Bishop, mal sabe ele que o carro é uma armadilha, ao virar a chave de ignição aciona um dispositivo de explosão automático e tudo vai para os ares.[carece de fontes?]

## Elenco
- Charles Bronson como Arthur Bishop
- Jan-Michael Vincent como Steve McKenna
- Keenan Wynn como Harry McKenna
- Jill Ireland como Amante
- Linda Ridgeway como Louise
- Takayuki Kubota como Yamoto